# Cécile Boyer
 (mai 2023).
Cécile Boyer (née en 1981) est une auteure et illustratrice française en littérature jeunesse.

## Biographie
Cécile Boyer maîtrise à la fois les techniques de graphisme, illustration et typographie.
En 2010, elle a obtenu pour Ouaf miaou cui-cui, chez Albin Michel Jeunesse deux prix : le Prix Sorcières , catégorie tout-petits, le Prix Pitchou, et une Mention Spéciale par le Jury du Bologna Ragazzi Award à la Foire du livre de jeunesse de Bologne, catégorie Opera Prima (premier album).

## Publications
Elle a participé à de nombreuses œuvres dont :
- Ouaf miaou cui-cui[6] (texte et illustration, Albin Michel Jeunesse, 2009)
- 31 boîtes[7]  (texte et illustration, Albin Michel Jeunesse, 2011) réédition La Partie[8] , 2022
- Rebonds (texte et illustration, Albin Michel Jeunesse, 2013)
- Qu'est-ce que c'est ?[9] (texte et illustration, Albin Michel Jeunesse, 2015)
- Dans la forêt (texte de Sophie Bordet, illustration de Cécile Boyer, Gallimard Jeunesse,2016)
- Tu as vu comme ça brille ? (texte et illustration, éditions Thierry Magnier, 2018)
- Mon premier almanach : une année de nature, de saveurs  et de saisons (texte et illustrations), Albin Michel, 2021

## Prix et distinctions
- Prix Sorcières 2010[2] pour Ouaf miaou cui-cui
- Prix Pitchou 2010[3] pour Ouaf miaou cui-cui
- Mention Spéciale par le Jury du Bologna Ragazzi Award à la Foire du livre de jeunesse de Bologne  2010[4] pour Ouaf miaou cui-cui, catégorie Opera prima